# The Man from the Future
Pour plus de détails, voir Fiche technique et Distribution.
The Man from the Future (O Homem do Futuro, littéralement « L’homme du futur ») est une comédie romantique brésilienne écrite, coproduite et réalisée par Cláudio Torres, sortie en 2011.

## Synopsis
À la suite d'une mésaventure amoureuse humiliante lorsqu'il était étudiant, un physicien brésilien devient cynique, amer et acariâtre. Mais au cours d'une expérience sur une nouvelle forme d'énergie, il parvient à voyager dans son propre passé : il va découvrir les inconvénients du voyage dans le temps ; rêver de changer sa propre histoire peut se révéler catastrophique… jusqu'à ce que l'amour triomphe !

## Fiche technique
Sauf indication contraire ou complémentaire, les informations mentionnées dans cette section peuvent être confirmées par la base de données Globo Films
- Titre original : O Homem do Futuro
- Titre international et français : The Man from the Future
- Réalisation et scénario : Cláudio Torres
- Direction artistique : Yurika Yamasaki
- Photographie : Ricardo Della Rosa
- Son : Jorge Saldanha
- Montage : Sérgio Mekler
- Musique : Luca Raele et Mauricio Tagliari
- Production : Tatiana Quintella et Cláudio Torres
- Sociétés de production : Conspiração Filmes ; Globo Filmes (coproduction)
- Société de distribution : Paramount Pictures International
- Pays d'origine :  Brésil
- Langues originales : portugais, espagnol
- Format : couleur - 2,35:1
- Genre : comédie romantique et science-fiction
- Durée : 106 minutes
- Dates de sortie :
  - Brésil : 27 août 2011 (date limitée) ; 2 septembre 2011 (sortie nationale)
  - France : 8 septembre 2013 (L'Étrange Festival)

## Distribution
- Wagner Moura : Zero
- Alinne Moraes : Helena
- Maria Luísa Mendonça : Sandra
- Fernando Ceylão : Otávio
- Gabriel Braga Nunes : Ricardo
- Lívia de Bueno : Daise